# The Hit Sound of Dean Martin
The Hit Sound of Dean Martin – dwudziesty album studyjny autorstwa Deana Martina z 1966 roku zaaranżowany przez Erniego Freemana i Billy’ego Strange’a, wydany przez wytwórnię Reprise Records.
The Hit Sound of Dean Martin został ponownie wydany na płytę CD przez Hip-O Records w 2009 roku.

## Utwory
| A1 | A Million And One                |
| A2 | Don’t Let The Blues Make You Bad |
| A3 | Any Time                         |
| A4 | One Lonely Boy                   |
| A5 | I’m Living In Two Worlds         |
| A6 | Come Running Back                |
| B1 | Shades                           |
| B2 | Today Is Not The Day             |
| B3 | Terrible, Tangled Web            |
| B4 | Nobody But A Fool                |
| B5 | Ain’t Gonna Try Anymore          |